# Шмидт, Дарина Сергеевна
Дари́на Серге́евна Шмидт (род. 6 сентября 1983, Ленинград) — российский деятель мультипликации (режиссёр, художник, аниматор, сценарист, редактор). Художник персонажей и режиссёр популярного российского мультсериала «Лунтик и его друзья». Правнучка архитектора Александра Викентьевича Холопова.

## Биография
Родилась 6 сентября 1983 года в Ленинграде.
С 2003 года работает на студии анимационного кино «Мельница».
Училась классическому рисованию у главного архитектора Санкт-Петербурга О. Г. Гусевой, в 2005 году с отличием окончила Санкт-Петербургский гуманитарный университет профсоюзов по специальности «режиссура мультимедиа» — ученица Константина Бронзита.
Главный режиссёр, художник персонажей, сценарист, редактор мультсериала «Лунтик и его друзья», создательница образа Лунтика. В 2007 году сделала авторский фильм-сказку «Маленькая Василиса». Участвовала в полнометражных мультфильмах «Про Федота-стрельца», «Три богатыря и Шамаханская царица», «Три богатыря на дальних берегах», «Иван Царевич и Серый Волк 2» — как сборщик аниматиков и режиссёр эпизодов. Режиссёр-постановщик фильма «Иван Царевич и Серый Волк 3».
Лауреат Всероссийского конкурса «Современная Россия глазами молодых» (статья «Как я попала в сказку», журнал «Очень UM», 2004). Лауреат премии Правительства Российской Федерации в области культуры в 2014 году.

## Фильмография
- 2004 — фильм-сказка «Кот и лиса» (реж. Константин Бронзит) из цикла «Гора самоцветов» — художник-постановщик, ведущий аниматор, компоузер.
- 2006 — н. в. — мультсериал «Лунтик» — режиссёр сериала, художник по персонажам, художник-постановщик (в 1—х сериях), художник по фонам (1 сезон), редактор (2—4 сезоны), сценарист (1—9 сезоны), режиссёр серий (1; 3—4; 6; 8 сезоны).

| № серии | Название                 | Режиссёр серии    | Примечания                         | Год         |
| ------- | ------------------------ | ----------------- | ---------------------------------- | ----------- |
| 22      | Игрушка                  | Ольга Образцова   | —                                  | 2006        |
| 35      | Закат                    | Ольга Образцова   | —                                  | 2006        |
| 36      | Попрыгушка               | Антон Рудин       | —                                  | 2006        |
| 37      | Простуда                 | Галина Воропай    | совместно с Дмитрием Яковенко      | 2006        |
| 84      | Фотографии               | Екатерина Шрага   | —                                  | 2007 (2006) |
| 85      | Куклы                    | Антон Рудин       | —                                  | 2007 (2006) |
| 86      | Гроза                    | Фёдор Дмитриев    | —                                  | 2007 (2006) |
| 87      | Танцы                    | Галина Воропай    | —                                  | 2007 (2006) |
| 131     | Каша                     | Антон Рудин       | —                                  | 2008 (2007) |
| 145     | Один дома                | Фёдор Дмитриев    | —                                  | 2008        |
| 151     | Полёты                   | Екатерина Шрага   | —                                  | 2008        |
| 157     | Критика                  | Антон Рудин       | —                                  | 2008        |
| 170     | Плохая примета           | Екатерина Шрага   | —                                  | 2008        |
| 177     | Котелок                  | Галина Воропай    | —                                  | 2008        |
| 182     | Аромат                   | Екатерина Шрага   | —                                  | 2008        |
| 190     | Ёлочка                   | Дарина Шмидт      | —                                  | 2008        |
| 191     | С Новым Годом, Лунтик!   | Дарина Шмидт      | —                                  | 2008        |
| 195     | Командир                 | Ольга Образцова   | совместно с Александром Богдановым | 2008        |
| 226     | Невидимая грязь          | Михаил Сафронов   | —                                  | 2009        |
| 230     | Муравьи                  | Екатерина Салабай | —                                  | 2009        |
| 240     | В ответе                 | Екатерина Шрага   | —                                  | 2009        |
| 242     | Пара                     | Людмила Стеблянко | —                                  | 2009        |
| 246     | Дикая букашка            | Екатерина Шрага   | —                                  | 2009        |
| 250     | Хорошие манеры           | Алексей Пичужин   | —                                  | 2009        |
| 255     | Страшилка                | Екатерина Салабай | —                                  | 2009        |
| 256     | Герои                    | Фёдор Дмитриев    | —                                  | 2009        |
| 259     | Очки                     | Дарина Шмидт      | —                                  | 2009        |
| 269     | Дрессировка              | Екатерина Шрага   | —                                  | 2009        |
| 273     | Волынка                  | Ольга Образцова   | —                                  | 2009        |
| 281     | Раздражение              | Ольга Образцова   | —                                  | 2009        |
| 289     | Подарок для Гусениц      | Алексей Пичужин   | —                                  | 2009        |
| 293     | Старший брат             | Екатерина Салабай | —                                  | 2009        |
| 319     | Спорим                   | Евгения Голубева  | —                                  | 2009        |
| 333     | Скульптура               | Алексей Пичужин   | —                                  | 2010        |
| 336     | Ветер                    | Екатерина Шрага   | —                                  | 2010        |
| 342     | Нашествие                | Людмила Стеблянко | —                                  | 2010        |
| 344     | Крэкс-Пэкс               | Екатерина Салабай | —                                  | 2010        |
| 350     | Совесть                  | Екатерина Салабай | —                                  | 2010        |
| 353     | Лучник                   | Екатерина Шрага   | —                                  | 2010        |
| 358     | Расцветка                | Дарина Шмидт      | —                                  | 2010        |
| 375     | Маленький, да удаленький | Екатерина Шрага   | —                                  | 2010        |
| 378     | Доспехи                  | Дарина Шмидт      | —                                  | 2010        |
| 382     | Балет                    | Екатерина Салабай | —                                  | 2010        |
| 384     | Жилетка                  | Дарина Шмидт      | —                                  | 2011        |
| 415     | Книга рекордов           | Галина Воропай    | —                                  | 2013        |
| 417     | Сами справимся           | Екатерина Салабай | —                                  | 2013        |
| 424     | Такая разная музыка      | Александра Ковтун | —                                  | 2013        |
| 436     | Тяжело в учении          | Екатерина Салабай | —                                  | 2013        |
| 437     | Тайный помощник          | Александр Мальгин | совместно с Еленой Галдобиной      | 2017        |
| 488     | День космонавтики        | Дарина Шмидт      | —                                  | 2017 (2016) |
| 502     | Моментальная почта       | Владимир Торопчин | —                                  | 2019 (2018) |

- 2007 — авторский фильм-сказка «Маленькая Василиса» — режиссёр, сценарист, художник-постановщик, ведущий аниматор, художник, компоузер.
- 2007—2008 — телевизионный сериал «А и Б» (реж. Дмитрий Высоцкий) — аниматор.
- 2008 — короткометражный фильм «Art» («Искусник») (реж. Фёдор Дмитриев) — аниматор.
- 2009 — короткометражный авторский мультфильм «Закон жизни» (реж. Ришат Гильметдинов) — аниматор, компоузер, монтажёр.
- 2009 — серия «Запретный плод» из сериала «Смешарики» — режиссёр (под псевдонимом Дмитрий Шум).
- 2010—2013 — сериал «Чёрный квадрат» (реж. Дмитрий Высоцкий) — один из сценаристов.
- 2010 — полнометражный мультфильм «Три Богатыря и Шамаханская Царица» (реж. Сергей Глезин) — режиссёр эпизодов, сборщик аниматиков.
- 2011—2012 — мультсериал «Барбоскины» (реж. Елена Галдобина, Екатерина Салабай) — один из сценаристов, один из режиссёров серий.
- 2013 — полнометражный мультфильм «Иван Царевич и Серый Волк 2» (реж. Владимир Торопчин) — режиссёр эпизода «Песня Василисы».
- 2014 — короткометражный фильм «Пык-пык-пык» (реж. Дмитрий Высоцкий) — ведущий аниматор, компоузер.
- 2015 — полнометражный мультфильм «Иван Царевич и Серый Волк 3» — режиссёр-постановщик.
- 2015—2023 — мультсериал «Три кота» — один из сценаристов.
- 2016—2017 — полнометражный компьютерно-анимационный фильм «Урфин Джюс» (реж. Владимир Торопчин, Фёдор Дмитриев) — режиссёр-постановщик.
- 2018 — мультсериал «Царевны» — один из сценаристов, один из режиссёров аниматиков.
- 2019 — полнометражный мультфильм «Иван Царевич и Серый Волк 4» — режиссёр-постановщик (совместно с Константином Феоктистовым).
- 2020 — полнометражный мультфильм «Конь Юлий и большие скачки» — режиссёр-постановщик (совместно с Константином Феоктистовым).
- 2020 — короткометражный мультфильм «Чебурашка. Секрет праздника» — режиссёр-постановщик.
- 2021 — серия «В чём сила» из сериала «Тима и Тома» (реж. Оксана Броневицкая) — сценарист.
- 2021 — полнометражный мультфильм «Три богатыря и Конь на троне» — режиссёр-постановщик (совместно с Константином Феоктистовым).
- 2022 — полнометражный мультфильм «Три кота и море приключений» — сценарист (совместно с Дмитрием Высоцким).
- 2022 — н. в. — мультсериал «Отель у овечек» — режиссёр, сценарист.
- 2024 — полнометражный мультфильм «Лунтик. Возвращение домой» — сценарист (совместно с Дмитрием Высоцким и Константином Бронзитом)[5].
- 2024 — полнометражный мультфильм «Иван Царевич и Серый Волк 6» — режиссёр-постановщик (совместно с Константином Феоктистовым)[6].

## Призы и награды
- Победа в номинации «Наше новое детское кино» фестиваля «Московская премьера — 2008» — за фильм «Маленькая Василиса»;
- «Лучший фильм для детей» на 5-м международном фестивале «Мультивидение» в Санкт-Петербурге — за фильм «Маленькая Василиса»;
- «Лучший фильм для детей» на VI Международном «Фестивале крапивы» (Тульская обл.) — за фильм «Маленькая Василиса»;
- «Лучший фильм для детей» на XVII Международном кинофоруме «ЗОЛОТОЙ ВИТЯЗЬ» — за фильм «Маленькая Василиса»;
- «Лучший дебют» и «Лучший детский фильм» на 13-м Открытом фестивале анимационных фильмов в Суздале — за фильм «Маленькая Василиса»;
- «Очень яркий дебют», кинофестиваль «Окно в Европу», г. Выборг, 2008 — за фильм «Маленькая Василиса»;
- «Специальный приз детского жюри» на испанском фестивале ANIMACOR 2008 — за фильм «Маленькая Василиса»;
- «Лучший анимационный фильм» на международном фестивале в Армении — за фильм «Маленькая Василиса»;
- «Гран-при» на 15-м фестивале фильмов для детей и юношества «Листопад» в Минске — за фильм «Маленькая Василиса»;
- «Гран-при» XIII Фестиваля «Золотая рыбка» Международной академии детского и молодёжного кино — за фильм «Маленькая Василиса».
- «Детский выбор» на «Большом фестивале мультфильмов-2009» в Красноярске — за фильм «Маленькая Василиса».
- Премия «Золотой мост — 2009» — за фильм «Маленькая Василиса».
- Победа в номинации «лучший фильм по мнению детского жюри» фестиваля «Лучезарный ангел — 2010» — за фильм «Маленькая Василиса».
- 28 февраля 2015 года премьер-министр России Дмитрий Медведев вручил премии Правительства в области культуры за 2014 год. Среди награждённых: продюсер Александр Боярский, режиссёры Дарина Шмидт и Елена Галдобина, автор литературной концепции Анна Саранцева — за создание анимационного сериала для детей «Лунтик и его друзья»[7].